# Raphael Lea‘i
Raphael Ohanua Lea‘i Jr. (ur. 9 września 2003 w Honiarze) – salomoński piłkarz grający na pozycji napastnika w bośniackim klubie Velež Mostar oraz reprezentacji Wysp Salomona. Jest pierwszym piłkarzem w historii Wysp Salomona grającym w Europie.

## Kariera klubowa
Seniorską karierę rozpoczynał w klubie Marist. W 2019 roku trafił do Henderson Eels. W klubie przez 4 lata zdobył 91 bramek w 44 meczach. 
W styczniu 2023 został powołany do obozu przygotowawczego w Turcji, gdzie odbywał się testy piłkarzy do bośniackiego klubu Velež Mostar. 29 stycznia podpisał z drużyną profesjonalny kontrakt. Stał się w ten sposób pierwszym piłkarzem w historii Wysp Salomona grającym w europejskim klubie. Początkowo pojawiły się problemy z rejestracją zawodnika, przez co opuścił pierwszych kilka spotkań. W lidze bośniackiej zadebiutował 19 marca 2023 przeciwko Slobodzie Tuzla. Pierwszą bramkę w klubie zdobył 12 maja w meczu z Igmanem Konjic.

## Kariera reprezentacyjna
W reprezentacji zadebiutował 17 marca 2022 w meczu z Wyspami Cooka w eliminacjach do MŚ 2022. 24 marca w starciu z Tahiti strzelił hat tricka. Ostatecznie eliminacje zakończył z dorobkiem 4 goli, a z drużyną przegrał w finale z Nową Zelandią 0:5. Został powołany na Puchar Narodów Oceanii 2024.